# Filippo Meda

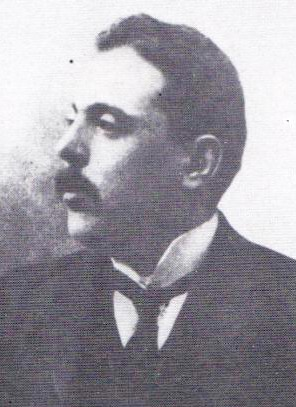

Filippo Meda, född 1 januari 1869 i Milano, död 31 december 1939, var en italiensk politiker. 
Meda blev filosofie doktor 1891 och juris doktor 1896. Därefter verkade han som  tidningsman och uppsatte och redigerade flera klerikala tidningar och tidskrifter samt blev 1909 deputerad. Han var ledare för högra flygeln av katolska folkpartiet ("partito popolare") och var 1916-21 medlem av flera koalitionsministärer (finansminister under Paolo Boselli juni 1916 till oktober 1917 och under Vittorio Emanuele Orlando oktober 1917 till juni 1919, skattkammarminister under Giovanni Giolitti juni 1920 till april 1921).